# Rodolfo Blecich
Rodolfo Blecich (Fiume, 20 maggio 1912 – Caulfield, 15 settembre 1959) è stato un calciatore italiano, di ruolo difensore.

## Carriera
Nel 1932 passa dalla Fiumana (con cui nella stagione 1931-1932 aveva segnato 4 reti in 15 presenze in Prima Divisione, ovvero la terza serie italiana dell'epoca) allo Spezia, con cui nella stagione 1932-1933 gioca 3 partite in Serie B; viene riconfermato in rosa anche per la stagione 1933-1934, nella quale disputa altre 17 partite nella serie cadetta. Passa quindi al Cagliari, dove gioca 29 partite nella Serie B 1934-1935. Nell'estate del 1935 viene ingaggiato dal Napoli, formazione di Serie A, dove rimane nella stagione 1935-1936 senza tuttavia mai venire schierato in campo in partite ufficiali; torna quindi alla Fiumana, con cui chiude la carriera giocando per un biennio in Serie C.